# Habsburg–Lotaringiai Mária Klementina nápoly–szicíliai trónörökösné
Habsburg–Lotaringiai Mária Klementina (ismert még mint Ausztriai Mária Klementina főhercegnő, németül: Erzherzögin Maria Klementine von Österreich, olaszul: Arciduchessa Maria Clementina d'Asburgo-Lorena; Firenze, 1777. április 24. – Nápoly, 1801. november 15.), a Habsburg–Lotaringiai-házból származó osztrák főhercegnő, I. Péter Lipót toscanai nagyherceg (későbbi német-római császár) leánya, aki Bourbon–Szicíliai Ferenc herceggel kötött házassága révén a Nápoly–Szicília Királyság trónörökösnéje 1797-től 1801-ben bekövetkezett korai haláláig. Mária Klementina volt V. Henri d’Artois, az utolsó névleges francia király anyai nagyanyja.

## Élete

### Származása, testvérei

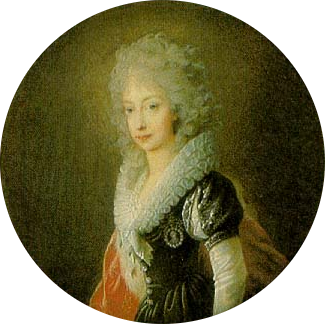
Mária Klementina főhercegnő

Mária Klementina főhercegnő 1777. április 24-én született Firenzében, a Toszkánai Nagyhercegség fővárosában, a Poggio Imperiale kastélyban. Édesapja a Habsburg–Lotaringiai-házból való Lipót toszkánai nagyherceg (1747–1792), a későbbi II. Lipót osztrák főherceg, német-római császár, magyar és cseh király, édesanyja a Bourbon-házból való Mária Ludovika spanyol infánsnő (María Luisa de España, 1745–1792), később német-római császárné volt. Az uralkodópár 16 gyermeke közül Mária Klementina főhercegnő született tizedikként. A felnőttkort megérő testvérek:
- Mária Terézia Jozefa főhercegnő (1767–1827), aki I. Antal szász királyhoz ment feleségül.
- Ferenc József Károly főherceg (1768–1835), a későbbi II. Ferenc német-római császár, I. Ferenc néven osztrák császár, magyar és cseh király.
- Ferdinánd József János főherceg (1769–1824), később III. Ferdinánd néven Toszkána nagyhercege.
- Mária Anna Ferdinanda főhercegnő (1770–1809), a prágai Szent Teréz apácakolostor főapátnője.
- Károly főherceg (1771–1847) tábornagy, Teschen hercege, Napóleon legyőzője az asperni csatában.
- Sándor Lipót főherceg (1772–1795), 1790-től haláláig Magyarország nádora.
- József Antal János főherceg (1776–1847), 1795-től haláláig Magyarország nádora (József nádor).
- Mária Klementina főhercegnő (1777–1801), Ferenc nápoly–szicíliai trónörökös első felesége.
- Antal Viktor főherceg (1779–1835), Köln püspöke, 1816–1828-ig a Német Lovagrend Nagymestere.
- János főherceg (1782–1859) tábornagy, a „stájer herceg”.
- Rainer József főherceg (1783–1853) tábornagy, a Lombard–Velencei Királyság alkirálya.
- Lajos főherceg (1784–1864) tábornagy, 1836–1848-ig az Államkonferencia vezetője.
- Rudolf főherceg (1788–1831) bíboros, Olmütz hercegérseke, Beethoven mecénása.

### Házassága, gyermekei
1797. június 25-én Foggiában feleségül ment unokafivéréhez, a Bourbon-házból való Ferenc nápoly–szicíliai királyi herceghez (1777–1830), I. Ferdinánd nápoly–szicíliai király és Mária Karolina osztrák főhercegnő (1752–1814) fiához, Mária Terézia császárné unokájához, a nápolyi és szicíliai trón örököséhöz, aki később, 1825-től I. Ferenc néven nápoly–szicíliai király lett. Házasságukból két gyermek született, de csak egyikük érte meg a felnőttkort:
- Mária Karolina Ferdinanda Lujza királyi hercegnő (1798–1870), aki 1816-ban a Bourbon-házból való Károly Ferdinándhoz, Berry hercegéhez (1778–1820), Artois grófjának, a későbbi X. Károly francia királynak kisebbik fiához ment feleségül. Berry hercege 1820-ban gyilkosság áldozata lett. Mária Karolina 1831-ben ismét férjhezment, Ettore Carlo Lucchesi Pallihoz (1806–1864), Grazia grófjához, Campofranco hercegéhez.
- Ferdinánd Ferenc (Fernando Francesco) királyi herceg (1800–1801), Szicília hercege, kisgyermekként meghalt.

Mária Klementina főhercegnő 1801. november 15-én 24 éves korában meghalt, súlyos szülési komplikációk következtében. A nápolyi Szent Klára (Santa Chiara) bazilikában temették el. Férje, Ferenc nápoly–szicíliai koronaherceg 1802. október 6-án másodszor is megnősült, a Bourbon-házból való Mária Izabella spanyol infánsnőt (1789–1848) vette feleségül.